# Carne de tu carne
Carne de tu carne es una película colombiana de 1983 dirigida por Carlos Mayolo. 

## Argumento
Cali, 6 de agosto de 1956. Bajo el contexto de la dictadura militar de Gustavo Rojas Pinilla, la matriarca de una importante familia de clase alta de la ciudad fallece y, por consiguiente, sus descendientes son llamados para la lectura del testamento. Sin embargo, durante la madrugada del día siguiente se produce una violenta explosión con varios camiones cargados de dinamita que iban a ser transportados a Bogotá (la cual terminaría siendo conocida como la Explosión de Cali, la cual devastó parte de la ciudad) dejándolos sin luz, sin agua y sin techo, obligando al éxodo de la familia —así como de los caleños de clase alta— a una casa en las afueras, sin imaginar que para dos de los herederos (los jóvenes Andrés Alfonso y su media hermana Margareth) la estancia en ese lugar terminará en una aterradora experiencia que les cambiará sus vidas para siempre.
Carlos Mayolo recrea, en esta película, una incestuosa relación entre dos medios hermanos quinceañeros que desborda los atavismos impúdicos de tales familias para fundirse con mitos de ultratumba como el de la Madremonte. Es allí donde cuidadosas reconstrucciones de los años 50 conviven con atrocidades cometidas por siniestros elementos del naciente Frente Nacional. Y, de hecho, según palabras del mismo Mayolo: "Se revela otra vez la parte oculta del ser humano, a través del pecado o del tabú del incesto con fuerzas que explotan y hacen erupción como un volcán para develar la estructura sociopolítica del país y también su enfermiza estructura familiar", haciendo que el realismo histórico de la película termine convirtiéndose en realismo mágico al resucitar los símbolos de poder presentes en la cinta (la matrona soberbia, el general sanguinario y el médico vampiro).

## Reparto
- Adriana Herrán como Margareth.
- David Guerrero como Andrés Alfonso.
- Santiago García como Luis.
- Vicky Hernández como Julia.
- Carlos Mayolo como Ever.
- Sebastián Ospina como Benjamin.